# Cissa
Cissa là một chi chim trong họ Corvidae. Tên gọi các loài này trong tiếng Việt là giẻ cùi, chia sẻ chung với các loài trong chi Urocissa.

## Các loài
- Giẻ cùi xanh (Cissa chinensis). Phân bố: Từ vùng thấp của khu vực Himalaya tới Đông Nam Á đại lục, Sumatra và Borneo.
- Giẻ cùi bụng vàng (Cissa hypoleuca): Phân bố: Đông Nam Á đại lục và vùng cận kề thuộc Trung Quốc.
- Giẻ cùi xanh Java (Cissa thalassina). Phân bố: Java.
- Giẻ cùi xanh Borneo (Cissa jefferyi). Phân bố: Borneo.

## Hình ảnh

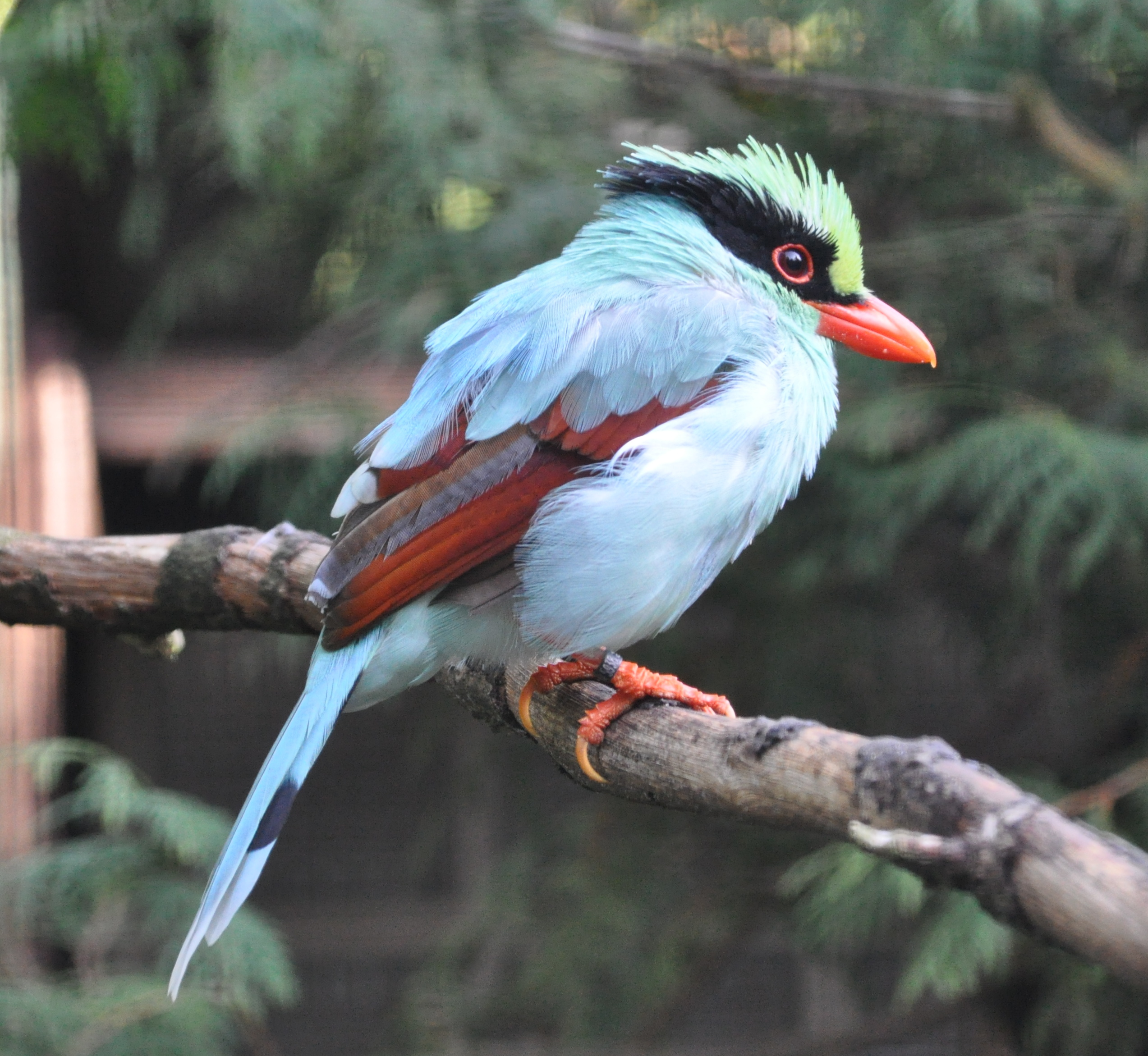
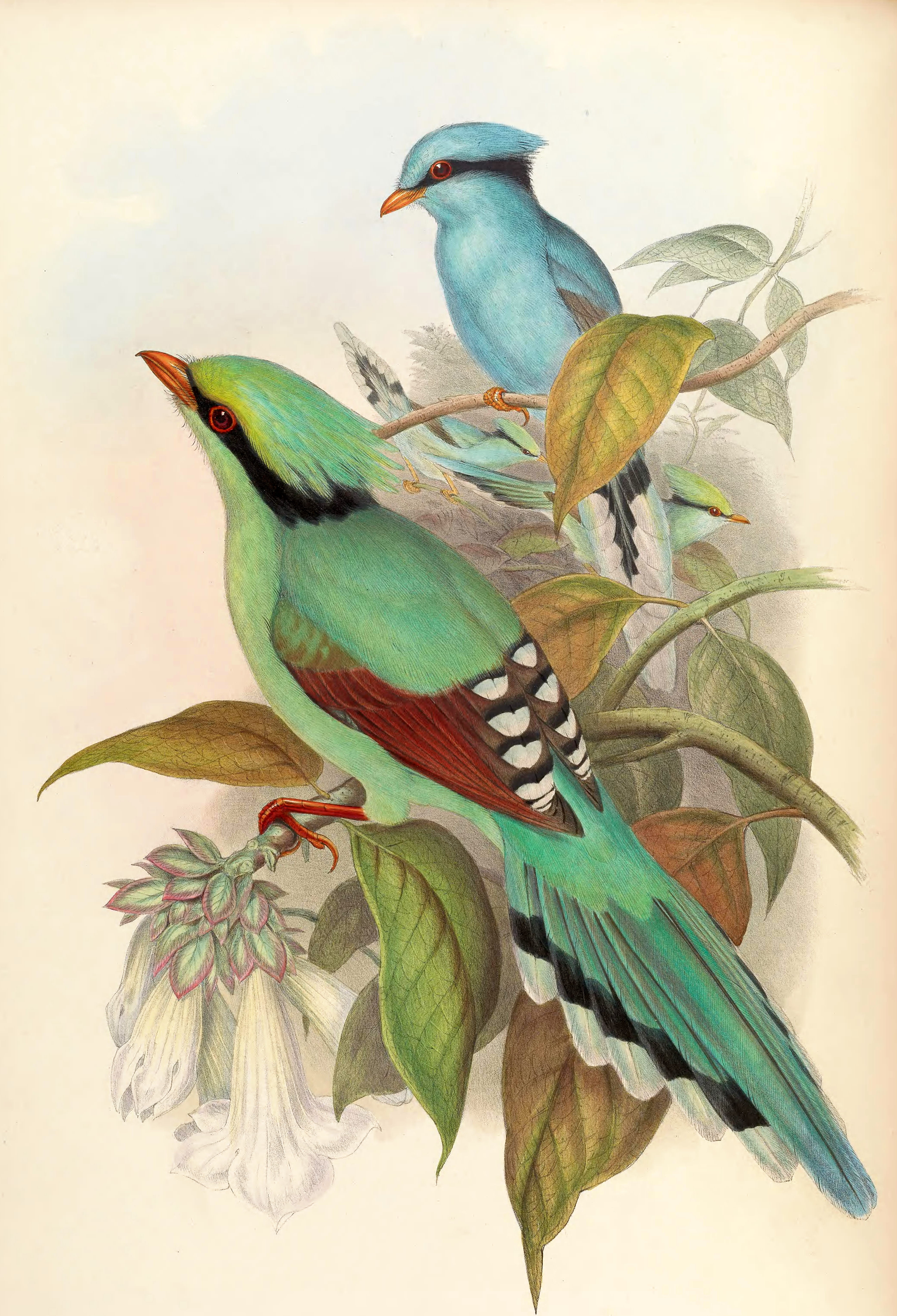
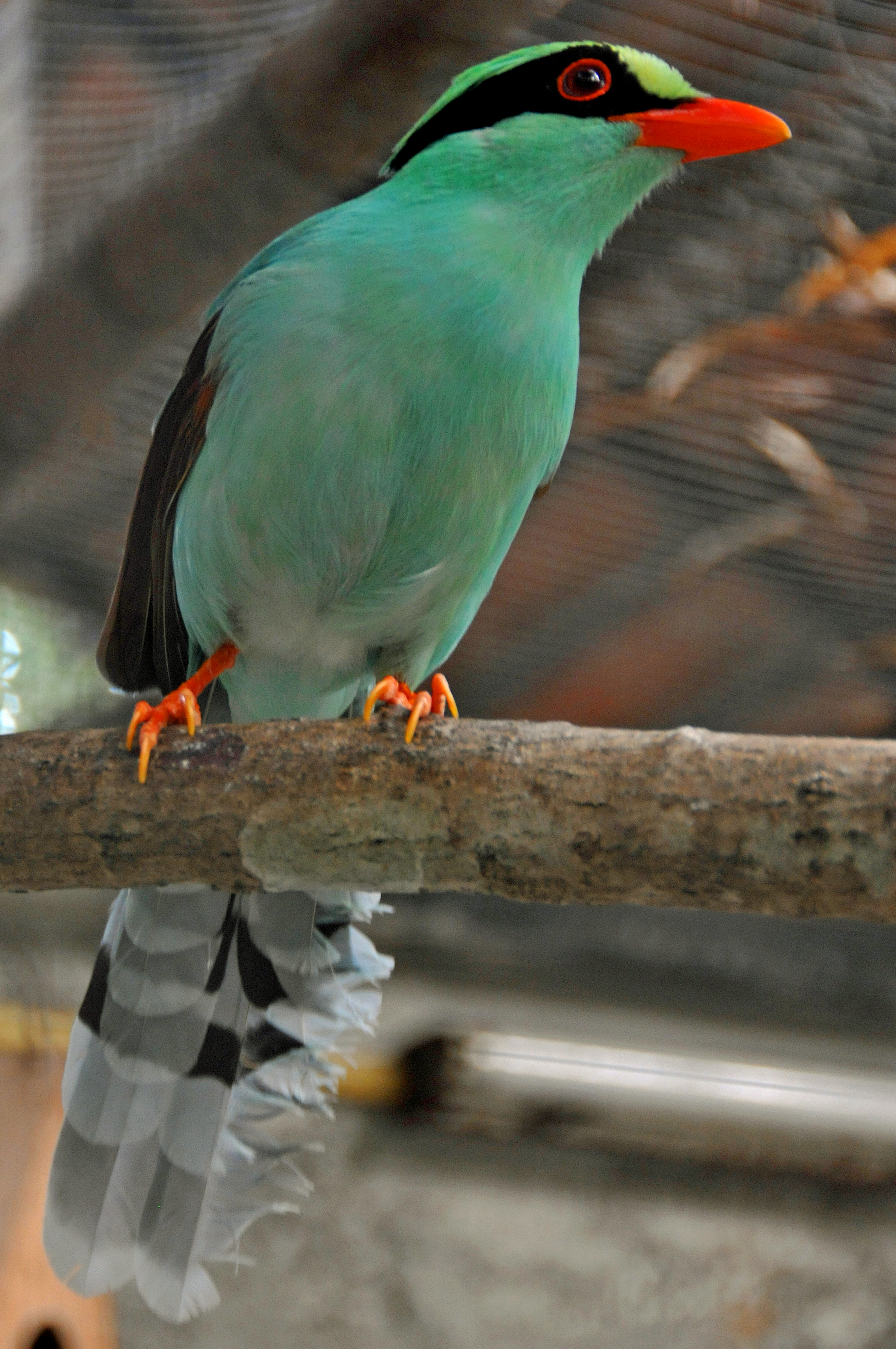